# Pseudococcus solani
Pseudococcus solani är en insektsart som först beskrevs av Cockerell 1894.  Pseudococcus solani ingår i släktet Pseudococcus och familjen ullsköldlöss. Inga underarter finns listade i Catalogue of Life.